# Ichneumon cervinus
Ichneumon cervinus är en stekelart som beskrevs av Gmelin 1790. Ichneumon cervinus ingår i släktet Ichneumon och familjen brokparasitsteklar. Inga underarter finns listade i Catalogue of Life.